# 1936年ガルミッシュ・パルテンキルヘンオリンピックのカナダ選手団
1936年ガルミッシュ・パルテンキルヘンオリンピックのカナダ選手団（1936ねんガルミッシュ・パルテンキルヘンオリンピックのカナダせんしゅだん）は、1936年2月6日から2月16日までドイツのガルミッシュ＝パルテンキルヒェンで開催された1936年ガルミッシュ・パルテンキルヘンオリンピックのカナダ選手団、およびその競技結果。

## 概要
今大会は銀メダル1個を獲得した。
アイスホッケー男子では4連覇が懸かっていたが、準決勝ラウンドでイギリスに破れたことが響き銀メダルに終わり、4連覇を逃した。

## メダル
| メダル | 選手名 | 競技           | 種目      |
| ------ | --- | -------------- | --------- |
| 銀     | マックスウェル・ディーコン ヒュー・ファーグハーソン ケネス・ファーマー＝ホーン ジェームズ・ハガーティ ウォルター・キッチン レイモンド・ミルトン フランシス・ムーア ハーマン・マレー アーサー・ナッシュ デビッド・ネビル アレクサンダー・シンクレア ラルフ・サンジェルマン ウィリアム・トムソン | アイスホッケー | 男子1500m |

## スキー

### アルペン
- ウィリアム・クラーク
  - 男子混合：途中棄権
- ウィリアム・ボール
  - 男子混合：途中棄権
- カール・バースヴィク
  - 男子混合：途中棄権
- ルイス・バトラー
  - 女子混合：15位
- マリオン・ミラー
  - 女子混合：28位
- ダイアナ・ゴードン＝レノックス
  - 女子混合：29位
- エドウィナ・チャミー
  - 女子混合：途中棄権

### クロスカントリー
- ウィリアム・クラーク
  - 男子18km：47位
- ウィリアム・ボール
  - 男子18km：54位
- トルモト・モブラッセン
  - 男子18km：57位
- カール・バースヴィク
  - 男子18km：64位

### ノルディック複合
- トルモト・モブラッセン
  - 男子個人：31位
- ウィリアム・クラーク
  - 男子個人：39位
- カール・バースヴィク
  - 男子個人：41位
- ウィリアム・ボール
  - 男子個人：46位

### ジャンプ
- トルモト・モブラッセン
  - 男子ノーマルヒル：14位
- カール・バースヴィク
  - 男子ノーマルヒル：35位
- ノーマン・ギャンヌ
  - 男子ノーマルヒル：38位

## スケート

### スピードスケート
- トミー・ホワイト
  - 男子500m：31位
  - 男子1500m：34位
  - 男子5000m：25位
  - 男子10000m：21位

### フィギュアスケート
- モントゴメリー・ウィルソン
  - 男子シングル：4位
- コンスタンス・ウィルソン
  - 女子シングル：棄権
- ルイーズ・バートラル&スチュアート・レバーン
  - ペア：6位
- アンドレイ・ガーランド&フレーサー・スウィートマン
  - ペア：12位

## アイスホッケー
- 男子：銀メダル

| 予選リーグA組：3勝   |   |    |   |   |   |                  |
| カナダ               | ○ | 8  | - | 1 | ● | ポーランド       |
| カナダ               | ○ | 11 | - | 0 | ● | ラトビア         |
| カナダ               | ○ | 5  | - | 2 | ● | オーストリア     |
| 準決勝A組：2勝1敗    |   |    |   |   |   |                  |
| カナダ               | ● | 1  | - | 2 | ○ | イギリス         |
| カナダ               | ○ | 15 | - | 0 | ● | ハンガリー       |
| カナダ               | ○ | 6  | - | 2 | ● | ドイツ           |
| 決勝ラウンド：2勝1敗 |   |    |   |   |   |                  |
| カナダ               | ● | 1  | - | 2 | ○ | イギリス         |
| カナダ               | ○ | 7  | - | 0 | ● | チェコスロバキア |
| カナダ               | ○ | 1  | - | 0 | ● | アメリカ合衆国   |